# Psechrus omistes
Espèce
Psechrus omistes est une espèce d'araignées aranéomorphes de la famille des Psechridae.

## Distribution
Cette espèce est endémique de Sumatra en Indonésie. Elle se rencontre dans le parc national de Bukit Barisan Selatan.

## Description
La carapace du mâle holotype mesure 4,1 mm de long sur 2,9 mm de large et l'abdomen 6,4 mm de long sur 1,8 mm de large.

## Publication originale
- Bayer, 2014 : Seven new species of Psechrus and additional taxonomic contributions to the knowledge of the spider family Psechridae (Araneae). Zootaxa, no 3826(1), p. 1-54.